# Pražský půlmaraton

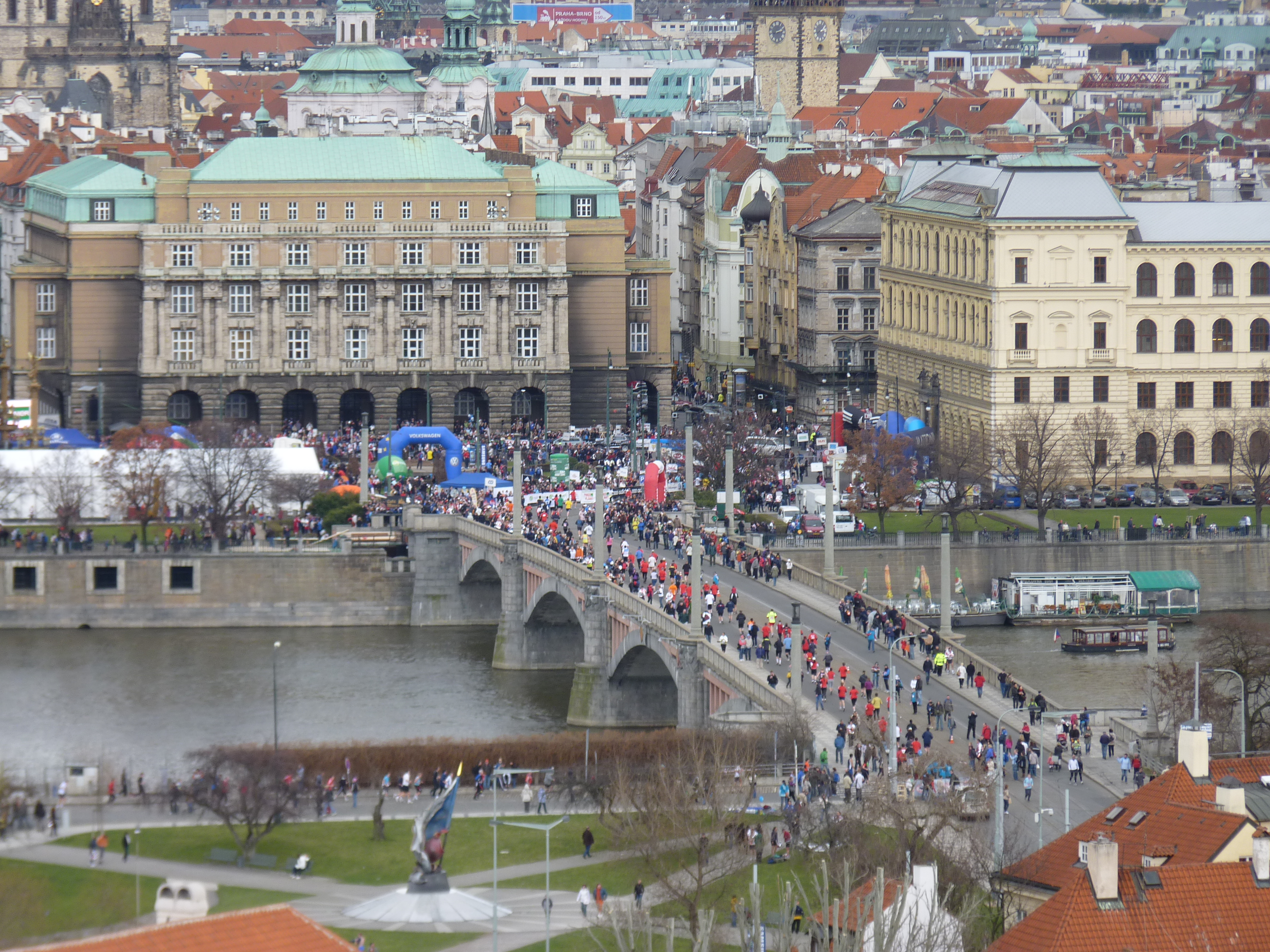
Oblast startu a cíle ročníku 2010 na náměstí Jana Palacha

Pražský půlmaraton je půlmaratonský závod pořádaný od roku 1999 v ulicích Prahy každoročně počátkem jara (na rozhraní března a dubna) v rámci běžeckého seriálu Pražského mezinárodního maratonu (PIM). V současnosti (od roku 2014) je označovaný také jako Sportisimo 1/2Maraton Praha. V roce 2001 nesl označení Kodak 1/2Maraton Praha a od roku 2003 Hervis 1/2Maraton Praha. Trať vede většinou středem města, pouze první ročník (1999) se běžel v parku Stromovka.
Sportisimo 1/2Maraton Praha byl několika světovými běžeckými magazíny zařazen do top 10 či top 5 půlmaratonů světa. Jedná se o největší běžecký závod v České republice. Na startu se již několik let schází 11 500 běžců a běžkyň. V roce 2009 získal závod poprvé prestižní ocenění – zlatou známku IAAF.
Vítězství 20. ročníku Pražského půlmaratonu se podařilo obhájit Benardovi Kimelimu. 23letý Keňan doběhl v čase 59:07 a stal se teprve druhým běžcem, kterému se podařilo Sportisimo1/2Maraton vyhrát 2× za sebou. Kimeli tím posunul svůj osobní rekord o 40 sekund.
22. ročník původně vyhrál keňský běžec Kenneth Kiprop Renju, který ale byl později usvědčen z dopingu a vítězství mu bylo odebráno. Vítězem se tedy zpětně stal Philemon Kiplimo.
Traťové rekordy:
- Muži: Atsedu Tsegay (Etiopie) – 58:47 (2012)
Češi: Jiří Homoláč 1:03:23 (2017)
- Ženy: Joyciline Jepkosgeiová (Keňa) – 1:04:52 (2017)
Češky: Eva Vrabcová Nývltová 1:11:01 (2018, český rekord)

## Doprovodný program
U příležitosti závodu bude probíhat také veletrh Running Expo, kde si mohou účastníci závodu vyzvednout své startovní balíčky. V rámci doprovodného programu mohou návštěvníci vyzkoušet vybavení na běhání či cyklistiku, zahrát si fotbal nebo navštívit fitness lekci.
V rámci Marathon Music Festivalu vystoupí řada kapel, pouličních muzikantů, tanečníků i kejklířů.

## Přehled vítězů
Následující tabulka ukazuje vítěze (muži a ženy) půlmaratonského běhu:
| Poř. | Rok       | Čas                                                             | Vítěz (muži)                                                    | Čas                                                             | Vítěz (ženy)                                                    |
| ---- | --------- | --------------------------------------------------------------- | --------------------------------------------------------------- | --------------------------------------------------------------- | --------------------------------------------------------------- |
| 1.   | 1999      | 1:04:48                                                         | Ali Ezayedi (Libye)                                             | 1:15:39                                                         | Jana Klimešová (Česko)                                          |
| 2.   | 2000      | 1:03:28                                                         | Isaac Kiprono (Keňa)                                            | 1:14:17                                                         | Jana Klimešová (Česko)                                          |
| 3.   | 2001      | 1:02:09                                                         | Anthony Korir (Keňa)                                            | 1:12:51                                                         | Florence Barsosio (Keňa)                                        |
| 4.   | 2002      | 1:02:15                                                         | Willy Cheruiyot (Keňa)                                          | 1:12:06                                                         | Gloria Marconi (Itálie)                                         |
| 5.   | 2003      | 1:02:47                                                         | Fred Kiprop (Keňa)                                              | 1:11:13                                                         | Helena Javornik (Slovinsko)                                     |
| 6.   | 2004      | 1:01:46                                                         | Joseph Ngeny (Keňa)                                             | 1:10:38                                                         | Catherine Kirui (Keňa)                                          |
| 7.   | 2005      | 1:01:07                                                         | Silas Kirui (Keňa)                                              | 1:12:49                                                         | Susan Kirui (Keňa)                                              |
| 8.   | 2006      | 1:01:15                                                         | Stephen Kibiwott (Keňa)                                         | 1:10:08                                                         | Caroline Kwambai (Keňa)                                         |
| 9.   | 2007      | 1:01:00                                                         | Patrick Ivuti (Keňa)                                            | 1:11:14                                                         | Lilija Šobuchovová (Rusko)                                      |
| 10.  | 2008      | 1:02:08                                                         | Eliah Muturi Karanja (Keňa)                                     | 1:12:00                                                         | Asha Gigiová (Etiopie)                                          |
| 11.  | 2009      | 1:00:07                                                         | Koech Nicholas Kiprutto (Keňa)                                  | 1:09:03                                                         | Rosa Kosgeiová (Keňa)                                           |
| 12.  | 2010      | 1:00:09                                                         | Joel Kemboi Kimurer (Keňa)                                      | 1:09:57                                                         | Rosa Kosgeiová (Keňa)                                           |
| 13.  | 2011      | 59:30                                                           | Philemon Kimeli Limo (Keňa)                                     | 1:07:33                                                         | Lydia Cheromeiová (Keňa)                                        |
| 14.  | 2012      | 58:47                                                           | Atsedu Tsegay (Etiopie)                                         | 1:07:02                                                         | Joyce Chepkiruiová (Keňa)                                       |
| 15.  | 2013      | 1:00:10                                                         | Zersenay Tadese (Eritrea)                                       | 1:06:48                                                         | Gladys Cheronová (Keňa)                                         |
| 16.  | 2014      | 59:22                                                           | Peter Kirui (Keňa)                                              | 1:06:19                                                         | Joyce Chepkiruiová (Keňa)                                       |
| 17.  | 2015      | 59:51                                                           | Daniel Kyniua Wanjiru (Keňa)                                    | 1:07:14                                                         | Worknesh Degefaová (Etiopie)                                    |
| 18.  | 2016      | 59:20                                                           | Daniel Kyniua Wanjiru (Keňa)                                    | 1:05:51                                                         | Violah Jepchumbaová (Keňa)                                      |
| 19.  | 2017      | 59:37                                                           | Tamirat Tola (Etiopie)                                          | 1:04:52                                                         | Joyciline Jepkosgeiová (Keňa)                                   |
| 20.  | 2018      | 59:47                                                           | Benard Kimeli (Keňa)                                            | 1:05:04                                                         | Joan Mellyová (Keňa)                                            |
| 21.  | 2019      | 59:07                                                           | Benard Kimeli (Keňa)                                            | 1:05:44                                                         | Caroline Kipkiruiová (Kazachstán)                               |
|      | 2020-2021 | Tyto ročníky byly zrušeny kvůli opatření proti nemoci covid-19. | Tyto ročníky byly zrušeny kvůli opatření proti nemoci covid-19. | Tyto ročníky byly zrušeny kvůli opatření proti nemoci covid-19. | Tyto ročníky byly zrušeny kvůli opatření proti nemoci covid-19. |
| 22.  | 2022      | 59:33                                                           | Philemon Kiplimo (Keňa)                                         | 1:06:57                                                         | Nesphine Jepletingová (Keňa)                                    |

## Pořadí vítězných zemí
| Pořadí | Země       | Vítězů | Muži | Ženy |
| ------ | ---------- | ------ | ---- | ---- |
| 1.     | Keňa       | 32     | 18   | 14   |
| 2.     | Etiopie    | 4      | 2    | 2    |
| 3.     | Česko      | 2      | 0    | 2    |
| 4.     | Eritrea    | 1      | 1    | 0    |
| 4.     | Libye      | 1      | 1    | 0    |
| 4.     | Itálie     | 1      | 0    | 1    |
| 4.     | Rusko      | 1      | 0    | 1    |
| 4.     | Slovinsko  | 1      | 0    | 1    |
| 4.     | Kazachstán | 1      | 0    | 1    |